# Déshabillez-moi (chanson)
Pistes de La Femme
Une chanson comme on n'en fait plus La Femme
Déshabillez-moi est une chanson interprétée par Juliette Gréco en 1967, écrite par Robert Nyel et composée par Gaby Verlor.

## Fiche technique
- Interprète d'origine : Juliette Gréco
- Parolier : Robert Nyel
- Compositrice : Gaby Verlor
- Orchestre, direction : Bernard Gérard
- Producteur : Paul Guiot
- Ingénieur du son : Georges Giboni
- Technicien : Henri Arcens
- Photo pochette : Just Jaeckin
- Lieu : studio Blanqui (13e arrondissement de Paris)
- Label : Philips 844 702 BY

## Genèse
Déshabillez-moi est une chanson d'amour et de séduction écrite par Robert Nyel et destinée, à l'origine, à une strip-teaseuse d'un cabaret dont Nyel est amoureux. Mais leur séparation met fin à ce projet, si bien que la chanson est proposée à Juliette Gréco qui, séduite par le thème audacieux et sensuel, accepte de l'interpréter. La chanteuse a l'idée d'ajouter la réplique finale ironique « Et vous… Déshabillez-vous ! » lors de l'enregistrement, rendant selon ses propres termes « la chanson moins salace ». C'est la première chanson de la face B de son album studio 33 tours La Femme paru en octobre 1967.
Le titre est au départ boycotté par les trois grandes radios françaises (RTL, Europe 1 et France Inter) mais devient début 1968 un grand succès, surtout après qu'on[Qui ?] ait interdit à Gréco de le chanter dans l'émission Télé Dimanche et que cette interdiction ait été rendue publique. Il devient l'unique tube radiophonique de la carrière de Gréco.

## Adaptations étrangères

### Enregistrées par Juliette Gréco
Plusieurs versions en langue étrangère ont été enregistrées par Gréco, dont :
- Io mi spoglierò, version italienne enregistrée par Juliette Gréco le 16 avril 1968
- Lösch die lampe aus, version allemande enregistrée par Juliette Gréco le 17 avril 1968
- Jean Remove My Coat, version anglaise enregistrée par Juliette Gréco le 29 avril 1968

### Enregistrées par d'autres interprètes
- Undress Me, adaptation anglaise par Paul Anthony Buck et interprétée par Marc Almond (album Absinthe: The French Album, octobre 1993)

## Reprises
- Patti Layne en 1987 (45 tours).
- Mylène Farmer (Maxi 45 tours Sans contrefaçon et album Ainsi soit je...). Elle l'a également interprétée lors de ses 13 concerts à Bercy en 2006, donnant lieu à la sortie d'un single en mars 2007.
- Marie Carmen, (1996 - Dans son album Déshabillez moi).
- Philippe Katerine, associé au groupe Francis et ses peintres (2012 - triple CD 52 reprises dans l'espace).
- Opium du peuple en 2013 dans leur album La Révolte des Opiumettes[5]
- Clara Morgane en 2023

## Version de Mylène Farmer
Singles de Mylène Farmer
Avant que l'ombre... (Live)
(2006) Dégénération
(2008)
Déshabillez-moi (Live) est un single de Mylène Farmer enregistré en public, sorti le 5 février 2007 en version digitale et le 5 mars 2007 en version physique, en tant que second extrait de son album Live Avant que l'ombre... À Bercy.
La chanteuse avait déjà repris cette chanson sur son album Ainsi soit je... en 1988, de façon rythmée et décalée. Elle la propose cette fois dans une version plus électro.

### Historique

#### Première reprise en 1987
En 1987, Mylène Farmer avait déjà enregistré une reprise rythmée et décalée sur des arrangements de Laurent Boutonnat, et envisageait même de la sortir en single, après le succès de Libertine et Tristana.
Mais après avoir écrit Sans contrefaçon, elle opta finalement pour sortir ce dernier.

Après avoir fait figurer sa version de Déshabillez-moi sur le maxi 45 tours de Sans contrefaçon, Mylène Farmer chante sa reprise à la télévision le 21 octobre 1987 pour Les Oscars de la Mode, effectuant une prestation remarquée dans laquelle elle dévoile par mégarde un bout de sein.
Elle intègre le titre en 1988 dans son album Ainsi soit je... et l'interprète de nouveau à la télévision en avril 1988. 
L'année suivante, Déshabillez-moi est chanté chaque soir lors de sa première tournée.

#### Reprise de 2006
Absente des tournées suivantes, Déshabillez-moi fait son retour en 2006 pour le spectacle Avant que l'ombre… à Bercy, où Mylène Farmer se produit du 13 au 29 janvier 2006 durant 13 soirs, tous complets, réunissant 170 000 spectateurs. L’imposante infrastructure du spectacle étant intransportable (un rideau d'eau, une réplique des portes du baptistère Saint-Jean, un caisson de verre, deux scènes – dont une centrale en forme de croix de Malte – reliées par une passerelle amovible...), celui-ci n'a pu être présenté en province.
Déshabillez-moi est proposée cette fois dans une version électro-rock arrangée par Yvan Cassar et soutenue par de lourdes percussions.
L'album et le DVD Live Avant que l'ombre... À Bercy sortent le 4 décembre 2006. 
Après avoir sorti la version Live du titre Avant que l'ombre..., c'est la reprise de Déshabillez-moi qui est choisie en tant que second extrait de cet album Live.

### Sortie et accueil critique
Envoyé en radio le 2 février 2007, le titre est disponible trois jours plus tard en single digital. Il sort en CD Single le 5 mars 2007, avec une photo de pochette signée par Claude Gassian.

En second titre, figure la version Live de Porno Graphique, une chanson de Mylène Farmer présente sur son album Avant que l'ombre..., sorti en 2005.

#### Réaction de Juliette Gréco
Juliette Gréco, qui a assisté au concert de Mylène Farmer à Bercy en 2006, déclarera : « Ce qu'elle a fait de Déshabillez-moi, c'est quelque chose ! Ça me plaît ! Elle a le fouet dans la main quand elle chante ça. J'ai râlé contre deux ou trois filles qui l'avaient reprise et m'avaient horriblement déçue. Mais quand j'ai entendu sa version, j'ai éclaté de rire. Elle est drôle. Et dans la démesure de son travail elle n'est jamais ridicule ».

#### Critiques
- « Un Déshabillez-moi hystérique. » (France-Soir)[10]
- « Une reprise plus martiale que sensuelle. » (Le Figaro)[11]
- « La batterie entêtante donne un tempo rock à cette très belle reprise. » (Vers l'avenir)[12]
- « Un des moments les plus forts de cet inoubliable et majestueux concert. » (Nos tendres et douces années)[13]
- « Une reprise rock et énergique. »[14]

### Vidéo-clip
Réalisé par François Hanss, le clip n'est autre que l'interprétation du titre par Mylène Farmer lors de son spectacle Avant que l'ombre… à Bercy, en janvier 2006.

### Promotion
Mylène Farmer n'effectue aucune promotion pour la sortie de ce single.

### Classements hebdomadaires
Dès sa sortie, le titre atteint la 10e place du Top Singles, dans lequel il reste classé durant 17 semaines (dont 10 semaines dans le Top 50).
Le DVD du spectacle deviendra quant à lui le DVD de concert le plus vendu par un artiste en France, avec plus de 500 000 ventes.
| Classement (2007)          | Meilleure position |
| -------------------------- | ------------------ |
| Belgique - Wallonie        | 19                 |
| Europe                     | 33                 |
| France (Ventes)            | 10                 |
| France (Radios régionales) | 29                 |
| Suisse                     | 81                 |

### Liste des supports
| 1. | Déshabillez-moi (Version Live) | Robert Nyel   | Gaby Verlor       | 4:12 |
| 2. | Porno Graphique (Version Live) | Mylène Farmer | Laurent Boutonnat | 4:13 |

### Crédits
- Direction musicale et arrangements pour la scène : Yvan Cassar
- Claviers : Yvan Cassar et Eric Chevalier
- Guitares : Perry Gwynedd et Milton Mc Donald
- Basse : Paul Bushnell
- Batterie : Abraham Laboriel Junior
- Percussions : Nicolas Montazaud
- Choristes : Esther Dobonga'Na Essiene et Johanna Manchec
- Enregistrement et mixage : Jérôme Devoise[20]

### Interprétations en concert
Mylène Farmer avait repris Déshabillez-moi en concert pour la première fois lors de sa première tournée en 1989.
Vêtue d'une camisole en latex, l'adaptation était la même que celle présente sur l'album Ainsi soit je....
Absente du Tour 1996 et du  Mylénium Tour, la chanson est de nouveau interprétée en concert en 2006, pour le spectacle Avant que l'ombre… à Bercy.
Cette fois, la chanteuse propose une version plus électro-rock, soutenue par de lourdes percussions, qui fera l'objet d'une sortie en single.
Mylène Farmer ne l'a jamais réinterprétée depuis.

### Albums et vidéos incluant le titre

#### Albums de Mylène Farmer
| Année | Album                        | Version                                     | Durée | Certifications de l'album |
| 1988  | Ainsi soit je...             | Version Album Instrumental (réédition 2024) | 3:45  | Diamant · Or · Or         |
| 1989  | En concert                   | Live 1989                                   | 3:45  | 2 × Or                    |
| 2006  | Avant que l'ombre... À Bercy | Live 2006                                   | 4:12  | Or                        |

#### Vidéos de Mylène Farmer
| Année | Vidéo                             | Version   | Durée | Certifications de la vidéo            |
| 1990  | En concert                        | Live 1989 | 3:45  | 2 × Platine (VHS) · 2 × Platine (DVD) |
| 2006  | Avant que l'ombre... À Bercy      | Live 2006 | 3:57  | Diamant                               |
| 2021  | Les clips - L'intégrale 1999-2020 | Live 2006 | 3:57  | -                                     |

## Autres reprises
- Alice Dona[33]
- Katerine et Francis et ses peintres sur l'album 52 reprises dans l'espace (2011)[33]
- La Tchoucrav' sur l'album Regg’n’Roll[33]

## Inspiration
Clarika s'en inspire et en reprend en partie l'air et le refrain dans son titre Rhabillez-moi, sur son album Danse encore (2024).[réf. nécessaire]